# Das Leben gehört uns (2011)
Das Leben gehört uns (Originaltitel: La guerre est déclarée, „Der Krieg ist erklärt“) ist ein französisches Filmdrama von Valérie Donzelli aus dem Jahr 2011. Es beruht auf wahren Begebenheiten.

## Handlung
Juliette und Roméo treffen sich in einer Disko in Paris. Es ist Liebe auf den ersten Blick. Beide bekommen einen Sohn, den sie Adam nennen. Adam schreit und weint anfangs fast ständig und treibt seine Eltern zur Verzweiflung. Der Besuch bei einer Ärztin, die diagnostiziert, dass das Problem nur darin besteht, dass Juliette ihm fast ständig die Brust gibt, sie ihm einen Rhythmus geben müsse und ihn, nachdem er eine Viertelstunde geschrien hat, ablenken soll, aber erst nach vier Stunden wieder stillen, löst das Problem und alles normalisiert sich. Später jedoch erbricht Adam sich hin und wieder heftig, hustet oft, wird jedoch, obwohl er im Gegensatz zu anderen Kindern noch nicht laufen kann, zum Besuch der Kinderkrippe zugelassen. Die Eltern sprechen bei einer Ärztin vor, die schließlich bemerkt, dass Adam ein asymmetrisches Gesicht hat. Die Bronchien sind verschleimt, was das Husten erklären würde; doch die Ärztin beunruhigt die leichte Schwellung einer Gesichtshälfte. Sie veranlasst eine Untersuchung durch einen Neurologen. Diese Untersuchung findet in Marseille statt, wo Juliette zu arbeiten begonnen hat. Auf Empfehlung eines Bekannten lassen sie die Untersuchung durch die Spezialistin Dr. Fitoussi vornehmen. Das MRT zeigt, dass Adam einen Hirntumor hat. Die Diagnose ist ein Schock für das junge Paar und auch deren Eltern sind verstört. Juliette und Roméo entscheiden sich dafür, Adam in Paris von Prof. Sainte-Rose operieren zu lassen.
Die Operation in Paris dauert neun Stunden, verläuft aber gut. Dennoch überbringt Prof. Sainte-Rose dem Paar eine Hiobsbotschaft: Der Tumor war bösartig; die Behandlung muss also weitergehen, zumal ein kleiner Teil des Tumors nicht operativ entfernt werden konnte. Zunächst versuchen Juliette und Roméo ihr Leben weiterzuführen. Sie gehen mit Freunden aus, die jedoch zunehmend übervorsichtig mit dem Paar umgehen. Auch die Eltern von Juliette sind nicht immer eine große Hilfe, befürchtet Juliettes Mutter doch stets das Schlimmste. Tatsächlich schlägt die Chemotherapie bei Adam nicht so gut an, wie es wünschenswert wäre. Weitere Untersuchungen ergeben, dass es sich bei dem Tumor um einen rhabdoiden Tumor handelte, der besonders bösartig ist. Die Überlebenschancen liegen nur bei zehn Prozent. Adam wird auf eine keimfreie Station verlegt. Juliette und Roméo geben ihre Arbeit auf, verkaufen ihre Wohnung, die sie sich nicht mehr leisten können, und ziehen in eine Elternwohnung des Krankenhauses. Täglich besuchen sie ihren Sohn und versuchen ihre Beziehung aufrechtzuerhalten. Mehr als zwei Jahre leben sie so zusammen, vernachlässigen ihre Freunde und leben sich schließlich auseinander. Nach mehreren Versuchen, wieder zusammenzukommen, trennen sie sich endgültig.
Adam ist schließlich acht Jahre alt und geht in die dritte Klasse. Er liebt Mathematik. Prof. Sainte-Rose kann dem Paar verkünden, dass Adam geheilt ist – er hat nun genau das gleiche Risiko, an Krebs zu erkranken, wie jeder andere Mensch auch. Juliette und Roméo verlassen mit Adam die Klinik und fahren zum Meer. Hier halten sie Adam in den Armen, beinahe so wie früher.

## Produktion
Das Leben gehört uns ist ein autobiografisch gefärbter Film. Er beruht auf den persönlichen Erfahrungen von Valérie Donzelli und Jérémie Elkaïm, die jahrelang ein Paar waren, und deren Sohn Gabriel, dem der Film gewidmet ist und der schwer an Krebs erkrankt war. Gabriel Elkaïm übernahm im Film die Rolle des achtjährigen Adam. Donzelli und Elkaïm schrieben das Drehbuch und übernahmen die Hauptrollen, Donzelli führte Regie. Der Film wurde mit einer kleinen Kamera und weitgehend ohne zusätzliches Licht gedreht. Zudem versuchte Donzelli, alle Szenen mit wenig technischem Aufwand und in realen Räumen, also ohne Studioatmosphäre zu drehen. Drehorte waren unter anderem das Hôpital Necker–Enfants malades in Paris, das Hôpital de la Timone in Marseille und das Institut Gustave Roussy in Val-de-Marne.
Der Film feierte am 12. Mai 2011 auf den Internationalen Filmfestspielen von Cannes Premiere und kam am 31. August 2011 in die französischen Kinos. Ab 26. April 2012 lief er auch in den deutschen Kinos, im selben Jahr erschien er auf DVD.

## Kritik
Der film-dienst befand, dass Das Leben gehört uns „trotz des Themas nur in Ansätzen [berührt], weil er als pop-affines Drama allzu forciert große Gefühle und das intensive Erleben von Glück ebenso wie von Schmerz beschwört.“ Der Film erzähle „an der Realität der thematisierten Erfahrungen von Krankheit und Angst […] komplett vorbei“. Der Spiegel nannte den Film „ein echtes, ein bewegendes Stück Leben“.
Cinema verglich den Film aufgrund der „Vielfalt der stilistischen Mittel, d[e]s Verspielte[n] und de[n] häufigen Stimmungswechsel[n]“ mit Werken von François Truffaut und Klassikern der Nouvelle Vague. Der Film sei ein „mitreißende[s] Kinoerlebnis. Fazit: Das Leben gehört uns – zwei Liebende triumphieren über den Tod. Ergreifend und beglückend!“

## Auszeichnungen

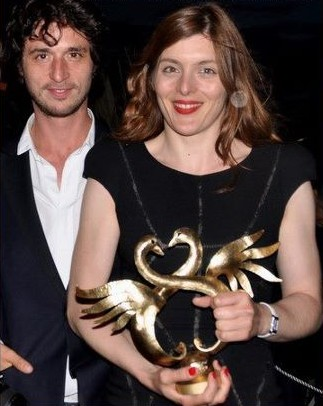
Elkaïm und Donzelli auf dem Festival du film de Cabourg

Das Leben gehört uns war 2012 Frankreichs Oscar-Beitrag im Rennen um den Preis in der Kategorie Bester fremdsprachiger Film, er kam jedoch nicht in die engere Auswahl.
Der Film war 2012 für sechs Césars nominiert, in den Kategorien Bester Film, Beste Regie, Beste Hauptdarstellerin (Valérie Donzelli), Bestes Originaldrehbuch, Bester Schnitt und Bester Ton.
Der Film gewann einen Étoile d’Or sowie den Hauptpreis und die Preise für den besten Hauptdarsteller und die beste Hauptdarstellerin auf dem Gijón International Film Festival. Auf dem Festival du film de Cabourg wurde der Film mit dem Grand Prix ausgezeichnet.